# 王鼎傑
王鼎傑（英語：James Wang，直译：詹姆斯·王，1988年7月18日—）為澳洲男子籃球運動員，出生於臺灣臺中，兩歲時移民到澳洲，在當地就讀高中，大學前往美國威廉斯學院攻讀中文與心理學雙學士學位，2012年自大學畢業，王鼎傑在高中教練介紹下，7月在美國與中国男子篮球职业联赛東莞烈豹教練布萊恩·戈爾進行測試，9月至中國大陸與東莞烈豹隨隊訓練，他在盃賽出賽兩場各繳出15分、18分，獲得總教練戈爾青睞，但因為東莞烈豹無法向中国篮球协会註冊王鼎傑，因而放棄與王鼎傑簽約。10月王鼎傑代表超級籃球聯賽璞園建築參加海峽盃以進行測試，11月王鼎傑成為璞園建築在第10季SBL超級籃球聯賽的華裔球員。2013年全国男子篮球联赛广西威壮簽下王鼎傑，2016年全国男子篮球联赛以後王鼎傑與广西威壮的合約到期未續約。

## 外部連結
- 王鼎傑在Eurobasket.com（球員）（英语）
- 王鼎傑在Eurobasket.com（球員）（英语）
- 王鼎傑在Eurobasket.com（球員）（英语）
- 王鼎傑在RealGM（英语）